# فرودگاه براگا
فرودگاه براگا (به انگلیسی: Baraga Airport) یک فرودگاه همگانی بهره‌برداری هوایی است که یک باند فرود چمن دارد و طول باند آن ۶۷۱ متر است. این فرودگاه در کشور ایالات متحده آمریکا قرار دارد و در ارتفاع ۲۵۸ متری از سطح دریا واقع شده‌است.